# La Primavera
La Primavera là một khu tự quản thuộc tỉnh Vichada, Colombia. Thủ phủ của khu tự quản La Primavera đóng tại La Primavera Khu tự quản La Primavera có diện tích 22159 ki lô mét vuông. Đến thời điểm ngày 28 tháng 5 năm 2005, khu tự quản La Primavera có dân số 6007 người.